# 藏刺榛
藏刺榛（学名：Corylus ferox var. tibetica）为桦木科榛属下的一个变种。

## 扩展阅读
- 維基物種上的相關：藏刺榛